# Pelinnéi
Pelinnéi, en grec moderne : Πελινναίοι, est un ancien dème du district régional de Tríkala, en Thessalie, Grèce. Depuis  2010, il est fusionné au sein du dème de Farkadóna.
Selon le recensement de 2011, la population du dème compte 2 738 habitants.
La localité tire son nom de la cité antique de Pelinna (en).